# جورج بيتر ألكسندر هيلي
جورج بيتر ألكسندر هيلي (بالإنجليزية: George Peter Alexander Healy)‏ هو مصمم طوابع البريد ورسام أمريكي، ولد في 15 يوليو 1813 في بوسطن في الولايات المتحدة، وتوفي في 24 يونيو 1894 في شيكاغو في الولايات المتحدة.

## وصلات خارجية
- جورج بيتر ألكسندر هيلي على موقع الموسوعة البريطانية (الإنجليزية)